# Chaetomium hamadae
Chaetomium hamadae är en svampart som först beskrevs av Udagawa, och fick sitt nu gällande namn av Arx 1985. Chaetomium hamadae ingår i släktet Chaetomium och familjen Chaetomiaceae.   Inga underarter finns listade i Catalogue of Life.